# Комароми, Дьёрдь
Дьёрдь Комароми (венг. Komáromi György; 19 января 2002, Сольнок, Венгрия) — венгерский футболист, нападающий словенского клуба «Марибор».

## Клубная карьера
Комароми — воспитанник клубов «Сольнок» и «Академия Пушкаша». 26 февраля 2019 года в поединке Кубка Венгрии против «Пакша» Дьёрдь дебютировал за основной состав последнего. 30 августа 2020 года в матче против «Уйпешта» он дебютировал в чемпионате Венгрии. В этом же поединке Дьёрдь забил свой первый гол за «Академию Пушкаша». 

## Международная карьера
В 2019 году в составе юношеской сборной Венгрии Комароми принял участие в юношеском чемпионате Европы в Ирландии. На турнире он сыграл в матчах против сборных Испании, Португалии, Исландии, России и Бельгии. В поединке против бельгийцев Дьёрдь забил гол.
В том же году Комароми принял участие в юношеском чемпионате мира в Бразилии. На турнире он сыграл в матчах против команд Нигерии и Эквадора. В поединке против нигерийцев Дьёрдь забил гол.